# 猛歐雅魚
猛歐雅魚（學名：Squalius torgalensis）為輻鰭魚綱鯉形目雅羅魚科的其中一種，被IUCN列為瀕危保育類動物，分布於歐洲葡萄牙南部的米拉河流域，為特有種，體長可達11.8公分，棲息在中小型溪流，生活習性不明。